# فاتالونگ
پاتالونگ (به تایلندی: พัทลุง) یک شهر در تایلند است که در استان پاتالونگ واقع شده‌است.

## خصوصیات
پاتالونگ ۳۸٬۵۷۶ نفر جمعیت دارد.